# Jak II: Renegade
Jak II: Renegade, noto solo come Jak II negli Stati Uniti e come Jak x Daxter 2 (ジャック×ダクスター2?, Jakku × Dakusutā 2) in Giappone, è un videogioco a piattaforme sviluppato dalla Naughty Dog per PlayStation 2 e pubblicato nel 2003 da Sony Interactive Entertainment, seguito di Jak and Daxter: The Precursor Legacy.
Nel 2012 è stato pubblicato per PlayStation 3 The Jak and Daxter Trilogy, una rimasterizzazione in HD dei primi tre capitoli della saga, portata un anno dopo anche su PlayStation Vita.

## Trama
Dopo la sconfitta di Gol e Maia, Jak, Daxter, Samos e Keira si sono dedicati allo studio dei macchinari presenti nel tempio Precursor: l'introduzione del gioco mostra i quattro personaggi intenti ad analizzare un mezzo di trasporto, detto Rift Rider, connesso a un portale. Jak riesce ad attivare la macchina, che interagisce con il portale, dal quale fuoriescono creature sconosciute; quindi, fa la sua comparsa un mostro che tenta di catturare Jak. Egli accende i motori del veicolo che si lancia nel portale, riuscendo a sfuggire alla creatura, ma viene improvvisamente colpito da un fulmine mentre attraversa un tunnel spazio-temporale: Jak e Daxter vengono quindi separati da Keira e Samos. I due piombano dal cielo per le strade di una grande metropoli futuristica, Haven City, e il ragazzo viene immediatamente catturato da un gruppo di soldati (le Guardie Kremizi) guidati dal loro comandante Errol; Daxter sfugge comunque alla prigionia cui Jak è condannato per due anni. In questo periodo viene usato come cavia per il progetto Guerriero oscuro, un programma finanziato dal Barone Praxis (governatore della città) allo scopo di creare, tramite iniezioni di Eco oscuro, una formidabile arma umana per sterminare le Teste di Metallo, una specie particolarmente brutale che cinge d'assedio la città.
Daxter riesce infine a liberare Jak ed entrambi evadono. In strada si imbattono nell'anziano Kor in compagnia di un bambino; l'uomo chiede il soccorso di Jak contro una squadra di Guardie Kremizi, principale strumento di oppressione di Praxis: dopo aver sgominato i soldati grazie ai nuovi poteri derivanti dall'esposizione all'Eco, Jak viene indirizzato al Mondo sotterraneo, una fazione di partigiani avversa al regime capitanata da Torn e da un misterioso personaggio detto L'Ombra. L'organizzazione mira a rimettere sul trono il bambino, ultimo erede legittimo della Casata di Mar che governava la città prima dell'usurpazione del Barone. 
Jak, guidato dalla vendetta e dal rancore verso Praxis ed Errol, riesce a farsi accettare nei ranghi del movimento di resistenza per conto del quale devasta un arsenale delle Guardie Kremizi, nel quale assiste a un incontro tra alcuni soldati che consegnano barili di Eco oscuro alle Teste di Metallo; quindi inizia a lavorare per il potente signore del crimine Krew, proprietario di un locale nella zona del porto che, nel corso del gioco, fornisce al protagonista armi e potenziamenti. Dopo aver salvato il membro della resistenza Vin dalla miniera fuori città, attaccata dalle Teste di Metallo, Jak riesce a penetrare nel palazzo del Barone: qui trova conferma che Praxis sta usando l'Eco per allentare l'assedio delle creature senza, tuttavia, farlo terminare, in modo da giustificare e rafforzare la propria leadership. Dopo una battaglia inconcludente con il Barone, Jak ritrova Keira, che lavora come meccanico allo stadio di Haven City e sta cercando di ricostruire il Rift Rider: ella informa Jak che il vincitore delle tre gare di corse (sport popolare e assai violento) potrà visitare il palazzo.
Le forze del Barone e del Mondo sotterraneo combattono anche per svelare i segreti della Tomba di Mar, nella quale è custodita la Pietra dei Precursor, ritenuta un'arma di impressionante potenza: su consiglio di Ashelin (figlia del Barone e affiliata segretamente alla resistenza) e dell'indovina cieca Onin, Jak parte alla ricerca di tre manufatti e del Sigillo di Mar. I tre oggetti sono rinvenuti nel Tempio della montagna, mentre i tre pezzi del sigillo sono recuperati in seguito a pericolose missioni fuori città e a scontri con le Guardie. Jak e Daxter capiscono, inoltre, nel corso di un incarico affidato loro da Torn, di trovarsi in realtà nel futuro: nella cosiddetta Città Morta trovano, infatti, le rovine della capanna di Samos. Subito dopo incontrano l'Ombra, che si rivela essere una versione più giovane del vecchio saggio.
Adoperando i tre artefatti e il sigillo, Jak scopre la precisa ubicazione della Tomba, nel centro cittadino. Il protagonista affronta vari ostacoli, prove d'intelligenza e trabocchetti, e riesce ad accedere alla sala che custodisce la Pietra, che gli viene donata da un'entità Precursor. Tuttavia il Barone fa irruzione a bordo di un mezzo da combattimento: egli ha saputo della scoperta della Tomba e ha attaccato il Mondo sotterraneo, facendo prigionieri Kor, il bambino e Samos. Jak ingaggia battaglia e lo sconfigge, ma Praxis riesce comunque a fuggire con la Pietra; il ragazzo si incontra con Torn e riesce a penetrare nelle prigioni, annientare la guarnigione e liberare i prigionieri, tra i quali ci sono anche Keira e il Samos più anziano. 
Dovendo recuperare la Pietra, Jak e Daxter si impegnano nelle gare cittadine e vincono le corse di Terza e Seconda classe; nel frattempo, aumentano le missioni per le quali sono ingaggiati dall'avido Krew e stringono amicizia con uno dei suoi uomini, il mercenario Sig. Per conto del boss mafioso, Jak rintraccia la Statua di Mar nella rete fognaria della città e prende la Chiave di rubino, ambita da Krew; in seguito, scorta alcuni suoi uomini alla statua, che essi fanno saltare in aria per consegnare a Krew il Cuore di Mar, suscitando la disapprovazione di Jak.
Mentre la pressione dell'assedio aumenta, Kor invia inspiegabilmente Jak a sabotare le macchine e i moduli d'estrazione alla Miniera e alla Piattaforma di estrazione, tagliando i rifornimenti di Eco al Barone. Tornato in città, Jak si cimenta nella gara di Prima classe, alla quale partecipa anche Errol, desideroso di batterlo e ucciderlo durante la competizione: Jak arriva primo ed Errol, furioso per la sconfitta, cerca di investirlo con il proprio veicolo da corsa, ma lo manca e si schianta contro una catasta di barili di Eco; l'esplosione sembra ucciderlo. 
Nel palazzo, Jak ha un drammatico colloquio con Ashelin che lo informa che il padre e Krew si sarebbero incontrati alla Fabbrica d'armi fuori città. Jak vi si reca e, dopo una battaglia con le Guardie Kremizi, trova Krew su una piattaforma dove è collocata una sorta di bomba atomica, da inviare assieme alla Pietra sull'ultimo cargo di Eco oscuro al nido delle Teste di Metallo, che così sarebbero state distrutte dall'esplosione. Krew ordina quindi a Jak di tenersi fuori dalla questione, ma il ragazzo si rifiuta: inizia uno scontro serrato che vede la sconfitta di Krew. Jak recupera il Cuore di Mar e lascia la fabbrica, annientata dalla detonazione dell'ordigno, che uccide Krew. In città, Jak trova anche una Mappa del Tempo nascosta nel locale di Krew, oggetto indispensabile per far funzionare il Rift Rider: invia dunque la Mappa e il Cuore di Mar a Keira. La situazione è però precipitata perché Sig, su ordine di Krew, ha aperto con la Chiave alcune porte nelle mura e le Teste di Metallo sono sciamate in città; apparentemente, Sig rimane ucciso.
Su indicazione di Vin, che muore subito dopo, Jak segue il Barone in una zona semiabbandonata della città, dove fa la sua apparizione Kor, che esegue una mostruosa mutazione e si palesa essere il capo delle Teste di Metallo, nonché la creatura apparsa all'inizio del gioco. Quindi, ferisce a morte il Barone, rifiutatosi di consegnargli la Pietra, e vola via al nido dopo aver catturato il bambino; prima di morire, Praxis consegna a Jak la Pietra.
A questo punto Jak, Keira e i due Samos decidono di portare il Rift Rider nel covo delle Teste di Metallo dove si trova l'ultimo portale temporale; Jak li precede e penetra nel nido in parte sguarnito, dove incontra Kor. Costui rivela a Jak che la Pietra è, in realtà, un uovo Precursor e che il bambino non è altri che lo stesso Jak da giovane, destinato a recarsi nel passato per crescere e divenire abbastanza forte da salvare Haven City. Dopo una dura battaglia, Jak uccide Kor e libera il bambino che, assieme al giovane Samos, torna indietro nel tempo con il Rift Rider. In questo modo viene a stabilirsi un loop temporale stabile: Samos crescerà il giovane Jak, privo di ricordi dell'accaduto, nel villaggio di Sandover, e il ragazzo combatterà Gol e Maia assieme a Daxter come previsto dal primo gioco e tornerà nel futuro, vivendo in prima persona gli eventi del secondo gioco. Il gioco si conclude con i festeggiamenti per la vittoria sulle Teste di Metallo nel locale di Krew, che Daxter ha preso per sé; alcune sequenze mostrano che Ashelin è divenuta governatrice della città, Torn il nuovo comandante del rinnovato corpo delle Guardie Kremizi e che Sig, sebbene ferito, è sopravvissuto all'attacco.

## Modalità di gioco
Jak II: Renegade è stato sviluppato dal team tecnico della Naughty Dog dopo il successo di Jak and Daxter: The Precursor Legacy. Il gioco mantiene l'impianto a piattaforme, la possibilità di fruizione solo in modalità giocatore singolo e il medesimo sistema di controllo; tuttavia, è molto diverso dal predecessore. L'ambientazione e l'atmosfera fantasy e steampunk sono condite da una patina più tenebrosa: si parla di guerra, vendetta e uccisioni; evidenti sono i cambiamenti avvenuti nel protagonista Jak. Ha un aspetto più maturo, mostra un fisico più prestante, parla (in The Precursor Legacy non esprimeva parola), è mosso dall'ira per essere stato soggetto a terribili esperimenti e si può notare come provi soddisfazione nell'infliggere dolore ai propri nemici, Teste di Metallo o Guardie Kremizi che siano. Inoltre, può trasformarsi in Dark Jak per breve tempo e previa accumulazione di Eco oscuro, una sorta di alter ego malvagio e distruttivo. Per la prima volta nella saga di Jak and Daxter sono disponibili delle armi da fuoco: Jak riceve un Morph Gun che, attraverso quattro potenziamenti, può assumere quattro diverse configurazioni di fuoco. La prima modalità di fuoco viene ottenuta già nelle prime fasi di gioco e, sebbene si possano ancora sferrare calci e pugni ed eseguire delle elementari combo, le quattro armi che Jak guadagna sono essenziali per superare con successo quasi tutte le missioni e i diversi boss.
L'ambientazione e l'aspetto di personaggi, alleati e nemici mantengono comunque una generale apparenza da cartone animato e la spalla Daxter contribuisce a stemperare i toni con battute, sarcasmi e doppi sensi. Inoltre, non ci sono né sangue né smembramenti: i cadaveri di nemici e civili semplicemente scompaiono. Il giocatore è libero di iniziare le missioni, ricche e varie, nell'ordine che preferisce; per muoversi nelle affollate strade di Haven City, Jak può spostarsi a piedi, utilizzare il Jet Board (uno skateboard a levitazione) oppure rubare uno Zoomer, ovvero un veicolo a levitazione del quale si trovano differenti modelli. Colpire o uccidere un cittadino o una Guardia Kremizi comporta un immediato allarme e l'inseguimento del giocatore da parte delle guardie, sino a che non è eliminato o non riesce a sfuggire loro: in questo aspetto, si ravvisa una certa somiglianza con la serie Grand Theft Auto. Le missioni sono affidate da diversi personaggi e si svolgono sia in città, sia in luoghi al di fuori delle mura.
Il gioco gode del sistema di codifica audio Dolby Surround Pro Logic II, di un'eccellente scansione progressiva e presenta un selettore 50Hz/60 Hz; inoltre, si può selezionare la risoluzione dello schermo tra 16:9 oppure 4:3. Tutto ciò si traduce in un livello di dettaglio lodevole, sia per i personaggi animati, sia per gli ambienti; gli effetti di luce e le esplosioni sono ben resi, le movenze sono fluide. Particolarmente apprezzabili sono i vari tipi di civili e Teste di Metallo, che contribuiscono al realismo dell'esperienza. Tuttavia, si notano occasionali, benché rari, cali nella frequenza dei fotogrammi, dovuti alla difficoltà per la PlayStation 2 di mantenere costanti i 60 fotogrammi per secondo. Il gioco è reso ancor più pregevole dal doppiaggio italiano, che raggiunge livelli notevoli, dalla colonna sonora coinvolgente, dagli effetti di luce e da filmati introduttivi davvero sorprendenti. Il motore fisico ben gestisce la mole di dati e le conseguenze di un'esplosione, di un colpo a segno sul bersaglio o delle irregolarità del suolo mentre si è alla guida di un veicolo. Buona anche l'intelligenza artificiale, che dona credibilità alle reazioni delle Guardie Kremizi o dei civili terrorizzati.

## Doppiaggio
Dati tratti da:
| Personaggio     | Doppiatore originale     | Doppiatore italiano                                   |
| --------------- | ------------------------ | ----------------------------------------------------- |
| Jak             | Mike Erwin               | Claudio Moneta                                        |
| Daxter          | Max Casella              | Daniele Demma                                         |
| Samos           | Warren Burton            | Giovanni Battezzato                                   |
| Keira           | Anna Garduno             | Stefania Patruno                                      |
| Torn            | Cutter Garcia            | Oliviero Corbetta                                     |
| Krew            | William Minkin           | Stefano Albertini                                     |
| Ashelin Praxis  | Susan Eisenberg          | Stefania Patruno                                      |
| Barone Praxis   | Clancy Brown             | Vittorio Bestoso                                      |
| Erol            | David Herman             | Gianluca Iacono                                       |
| Pecker          | Chris Cox                | Oliviero Corbetta                                     |
| Tess            | Britton A. Hill          | Cinzia Massironi                                      |
| Vin             | Rob Benedict             | Maurizio Scattorin                                    |
| Statua di Mar   |                          | Oliviero Corbetta                                     |
| Sig             | Phil LaMarr              | Gianni Gaude                                          |
| Kor / Metal Kor | Sherman Howard           | Gianni Gaude                                          |
| Brutter         | Alan Blumenfeld          | Stefano Albertini                                     |
| Guardie Kremizi | David Herman Phil LaMarr | Riccardo Rovatti Marco Balzarotti Giovanni Battezzato |
| Jinx            | Cutter Garcia            | Flavio Arras                                          |
| Mog             | Alan Blumenfeld          | Stefano Albertini                                     |
| Grim            | Alan Blumenfeld          | Giovanni Battezzato                                   |
| Civile          |                          | Luca Semeraro                                         |

## Accoglienza
| Testata                            | Giudizio |
| ---------------------------------- | -------- |
| Metacritic (media al 24-05-2020)   | 87/100   |
| GameRankings (media al 09-12-2019) | 87.93%   |
| Game Informer                      | 9.25/10  |
| GameSpot                           | 9.1/10   |
| IGN                                | 9.5/10   |
| PlayStation Magazine               | 10/10    |
| Gaming Target                      | 9.5/10   |
| SpazioGames.it                     | 8.5/10   |

Il gioco ricevette giudizi e valutazioni positivi.
Il sito web IGN assegnò un 9,5/10, affermando che «Naughty Dog questa volta ci propone armi pesanti, una trama matura e molti altri contenuti per adulti... e a differenza di quasi tutti gli altri platform della storia, qui sono presenti personaggi interessanti che amerete e odierete. È proprio la storia che dà al giocatore la sensazione di intraprendere un'avventura». GameSpot disse che si tratta di uno dei migliori giochi per PlayStation 2 in assoluto. Game Informer ha lodato specialmente la possibilità di accettare delle sfide liberamente, in maniera non lineare, paragonando la nuova modalità di gioco a quella della serie di Grand Theft Auto.
Everyeye.it lo trovò un prodotto giocabile, divertente e sufficientemente longevo grazie ad una difficoltà non abbordabile al massimo, nonché il fatto che fosse tecnicamente sorprendente. Il recensore concluse che Jak 2 era un titolo gradevole, a tratti entusiasmante. SpazioGames.it diede al titolo un 8.5, apprezzando la trama e le atmosfere coinvolgenti, il fatto che fosse graficamente eccelso e il gameplay collaudato e divertente ma trovò come difetto la poca innovazione e la svolta drammatica assunta dalla serie che poteva lasciare perplessi gli estimatori del primo capitolo.